# George Roop
George H. Roop (Tucson, 10 de novembro de 1981) é um lutador norte-americano de artes maciais mistas (MMA), competindo atualmente pelo UFC.

## Torneios e realizações
- World Extreme Cagefighting
  - Luta da Noite (Uma vez) vs. Leonard Garcia 
  - Nocaute da Noite (Uma vez) vs. Chan Sung Jung

## Cartel no MMA
| Cartel no MMA   |             |             |
| 29 lutas        | 15 vitórias | 13 derrotas |
| Por nocaute     | 4           | 5           |
| Por finalização | 4           | 4           |
| Por decisão     | 7           | 4           |
| Empates         | 1           | 1           |

| Res.    | Cartel  | Oponente            | Método                           | Evento                               | Data       | Round | Tempo | Local                         | Notas                             |
| ------- | ------- | ------------------- | -------------------------------- | ------------------------------------ | ---------- | ----- | ----- | ----------------------------- | --------------------------------- |
| Derrota | 15–13–1 | Yoon Jun Lee        | Nocaute Técnico (perna quebrada) | Road FC 31                           | 14/05/2016 | 1     | 1:15  | Seul                          |                                   |
| Derrota | 15-12-1 | Takeya Mizugaki     | Decisão (unânime)                | UFC Fight Night: Barnett vs. Nelson  | 27/09/2015 | 3     | 5:00  | Saitama                       |                                   |
| Derrota | 15–11–1 | Rob Font            | Nocaute (soco)                   | UFC 175                              | 05/07/2014 | 1     | 2:19  | Las Vegas, Nevada             |                                   |
| Vitória | 15–10–1 | Dustin Kimura       | Decisão (unânime)                | UFC Fight Night: Bisping vs. Kennedy | 16/04/2014 | 3     | 5:00  | Quebec City, Quebec           |                                   |
| Derrota | 14–10–1 | Francisco Rivera    | Nocaute Técnico (socos)          | UFC: Fight for the Troops 3          | 06/11/2013 | 2     | 2:20  | Fort Campbell North, Kentucky |                                   |
| Vitória | 14–9–1  | Brian Bowles        | Nocaute Técnico (socos)          | UFC 160                              | 25/05/2013 | 2     | 1:43  | Las Vegas, Nevada             |                                   |
| Vitória | 13–9–1  | Reuben Duran        | Decisão (unânime)                | UFC 158                              | 16/03/2013 | 3     | 5:00  | Montreal, Quebec              | Voltou para o Peso Galo           |
| Derrota | 12–9–1  | Cub Swanson         | Nocaute Técnico (socos)          | UFC on Fox: Evans vs. Davis          | 28/01/2012 | 2     | 2:22  | Chicago, Illinois             |                                   |
| Derrota | 12–8–1  | Hatsu Hioki         | Decisão (dividida)               | UFC 137                              | 29/10/2011 | 3     | 5:00  | Las Vegas, Nevada             |                                   |
| Vitória | 12–7–1  | Josh Grispi         | Nocaute Técnico (socos no corpo) | The Ultimate Fighter 13 Finale       | 04/06/2011 | 3     | 3:14  | Las Vegas, Nevada             |                                   |
| Derrota | 11–7–1  | Mark Hominick       | TKONocaute Técnico (socos)       | UFC: Fight for the Troops 2          | 22/01/2011 | 1     | 1:28  | Fort Hood, Texas              |                                   |
| Vitória | 11–6–1  | Chan Sung Jung      | Nocaute (chute na cabeça)        | WEC 51                               | 30/09/2010 | 2     | 1:30  | Broomfield, Colorado          | Nocaute da Noite                  |
| Empate  | 10–6–1  | Leonard Garcia      | Empate (dividido)                | WEC 47                               | 06/03/2010 | 3     | 5:00  | Columbus, Ohio                | Retornou aos Penas; Luta da Noite |
| Derrota | 10–6    | Eddie Wineland      | Decisão (unânime)                | WEC 46                               | 10/01/2010 | 3     | 5:00  | Sacramento, California        | Estréia no Peso Galo              |
| Vitória | 10–5    | Matt Dell           | Decisão (unânime)                | Rage in the Cage 137                 | 14/11/2009 | 3     | 5:00  | Tucson, Arizona               | Estréia no Peso Pena              |
| Derrota | 9–5     | George Sotiropoulos | Finalização (kimura)             | UFC 101                              | 08/08/2009 | 2     | 1:59  | Philadelphia, Pennsylvania    |                                   |
| Vitória | 9–4     | Dave Kaplan         | Decisão (dividida)               | UFC 98                               | 23/05/2009 | 3     | 5:00  | Las Vegas, Nevada             |                                   |
| Derrota | 8–4     | Shane Nelson        | Decisão (dividida)               | The Ultimate Fighter 8 Finale        | 13/12/2008 | 3     | 5:00  | Las Vegas, Nevada             |                                   |
| Vitória | 8–3     | Nick Buschman       | Nocaute Técnico (socos)          | WFC: Armageddon                      | 12/03/2008 | 1     | 0:24  | Denver, Colorado              |                                   |
| Vitória | 7–3     | Tito Jones          | Decisão (unânime)                | Rage in the Cage 101                 | 06/10/2007 | 3     | 3:00  | Fountain Hills                |                                   |
| Vitória | 6–3     | Andrew Belvado      | Finalização (mata-leão)          | Cage Supremacy 2                     | 22/07/2007 | 1     | 1:01  | Tucson, Arizona               |                                   |
| Derrota | 5–3     | Austin Pascucci     | Finalização (chave de braço)     | Rage in the Cage 96                  | 15/06/2007 | 1     | 2:08  | Tucson, Arizona               |                                   |
| Derrota | 5–2     | Ray Robinson        | Finalização (chave de braço)     | Rage in the Cage 93                  | 20/03/2007 | 1     | 2:29  | Phoenix, Arizona              |                                   |
| Vitória | 5–1     | Matt Dell           | Decisão (dividida)               | Rage in the Cage 91                  | 24/02/2007 | 3     | 3:00  | Phoenix, Arizona              |                                   |
| Vitória | 4–1     | Carlos Ortega       | Decisão (unânime)                | Rage in the Cage 88                  | 11/11/2006 | 3     | 3:00  | Tucson, Arizona               |                                   |
| Vitória | 3–1     | Louie Rosa          | Finalização (socos)              | Rage in the Cage 86                  | 15/08/2006 | 2     | 2:15  | San Carlos, Arizona           |                                   |
| Derrota | 2–1     | Nick Hedrick        | Finalização (guilhotina)         | Rage in the Cage 85                  | 05/08/2006 | 1     | 1:42  | Phoenix, Arizona              |                                   |
| Vitória | 2–0     | Jason Sterling      | Finalização (mata-leão)          | Rage in the Cage 84                  | 01/07/2006 | 1     | 0:37  | Phoenix, Arizona              |                                   |
| Vitória | 1–0     | Austin Pascucci     | Finalização (chave de braço)     | Rage in the Cage 82                  | 26/05/2006 | 2     | 2:42  | Tucson, Arizona               |                                   |